# Harold Gilnam
Harold John Wilde Gilman (11. února 1876, Somerset, Anglie – 12. února 1919, Londýn, Anglie) byl britský malíř, portrétista a krajinář. Byl zakladatel umělecké skupiny Camden Town Group.

## Životopis

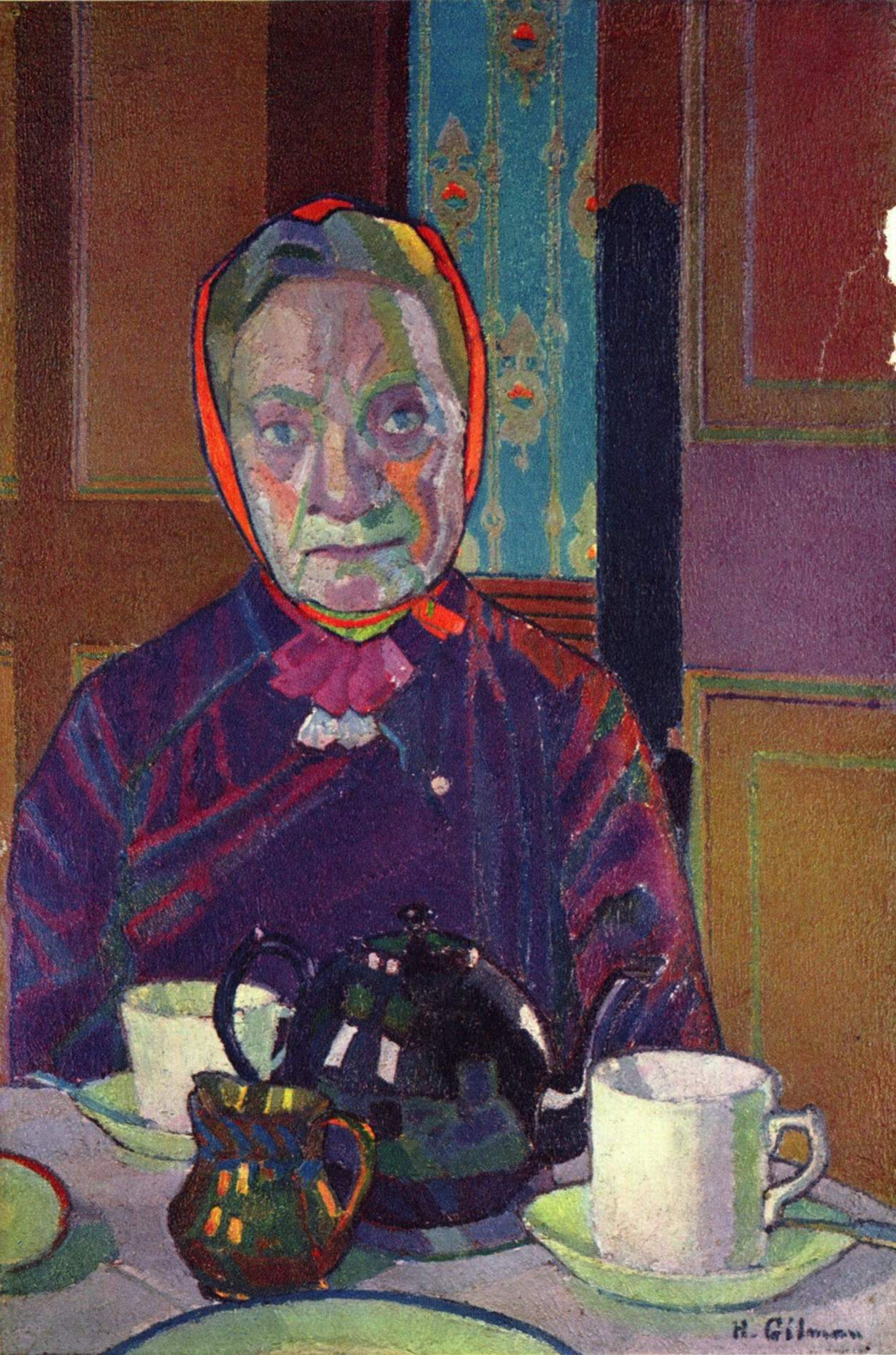
Snídající paní Mounterová, 1917

Ačkoli se Gilman narodil v malé vesnici Rode v hrabství Somerset, mládí strávil v Snargate, ve vesnici poblíž New Romney v Kentu v Anglii, kde byl jeho otec pastorem anglikánské církve. Od roku 1885 do roku 1890 studoval na Abingdon School, internátní škole pro chlapce v Abingdonu v Berkshiru. V Rochesteru studoval na Tonbridge School, a po dobu jednoho roku pak na Brasenose College univerzity v Oxfordu.
Přestože se Gilman začal zajímat o umění už v dětství, v období dlouhých rekonvalescencí po častých nemocech, skutečně studovat umění začal až po roce 1895, po studiu na neuniverzitním ročníku na Oxfordské univerzity, které ukončil pro svůj špatný zdravotní stav. Poté začal pracoval na Ukrajině v Oděse jako vychovatel dětí britské rodiny.
V roce 1896 začal studovat malbu na umělecké škole Hastings School of Art v Hastingsu. V roce 1897 přestoupil na Slade School of Fine Art (Škola výtvarného umění, neformálně označovaná The Slade), což je umělecká škola University College London (UCL) se sídlem v Londýně. Na této škole studoval v letech 1897 až 1901. Zde se setkal se Spencerem Gorem. V roce 1904 odcestoval do Španělska, kde strávil více než rok studiem španělských mistrů Velázqueze a Goyi. V počátcích své kariéry byl Gilman také velmi ovlivněn dílem Jamese McNeilla Whistlera.
V té době se seznámil a také oženil s americkou malířkou Grace Cornelií Canedy. Pár žil v Londýně, tedy kromě návštěvy Graciny rodiny v Chicagu, kdy Gilman ustoupil tlaku, aby se připojil k rodinnému podniku jeho ženy. Měli dvě dcery (jedna se narodila v Londýně, druhá v Chicagu) a syna Davida, který se narodil 20. září 1908 v Letchworth Garden City v Hertfordshiru. Rodina v té době žila na adrese 15 Westholm Green, Letchworth.
Harold Gilman se podruhé oženil koncem léta roku 1917 s (Dorothy) Sylvií Hardy, dříve Meyer (1892–1971), umělkyní, kterou potkal ve Westminsteru.

## Kariéra
V roce 1907 se Gilman seznámil s Walterem Sickertem a stal se jedním ze zakládajících členů The Fitzroy Street Group. V roce 1911 založili umělecký spolek The Camden Town Group, který v roce 1913 nahradilo sdružení umělců s názvem The London Group. Gilman mezitím vstoupil do sdružení Allied Artists Association, přestěhoval se do Letchworthu v Hertfordshiru a na jeho práci se začal projevovat vliv Édouarda Vuillarda a Waltera Sickerta.

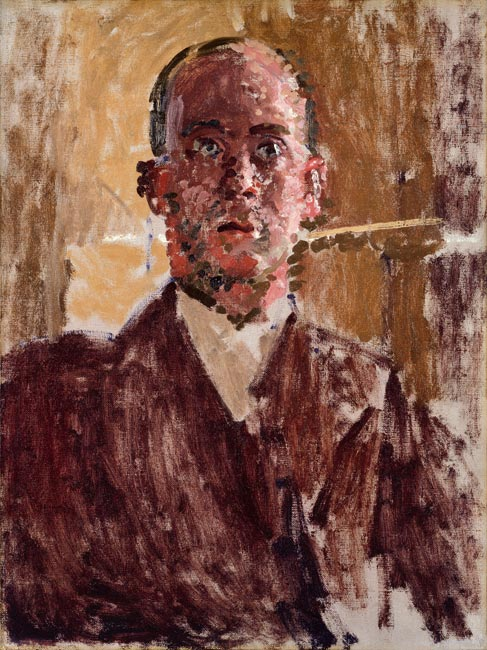
Portrét Harolda Gilmana, autor Walter Sickert, 1912

V roce 1910 francouzský obchodník s uměním Paul Durand-Ruel uspořádal v gallerii Grafton Galleries postimpresionistickou výstavu. Gilmana postimpresionismus zaujal a s Charlesem Ginnerem navštívil Paříž. Gilman brzy rozvinul Sickertovo pojetí postimpresionismu a pod vlivem Van Gogha, Gauguina a Signaca začal na svých obrazech pracovat se stále výraznější barvitostí. V roce 1913 vystavoval společně s Gorem a stal se prvním předsedou skupiny The London Group. Stále více se identifikoval s Charlesem Ginnerem a jeho neorealismem. V roce 1914 jako neorelista s ním společně vystavoval.
V letech 1912 a 1913 navštívil Gilmann Skandinávii. Je možné, že cestoval se svým přítelem a žákem Williamem Ratcliffem, také členem skupiny The Camden Town Group, který tam měl příbuzné. Gilmana Skandinávie okouzlila, přesně zobrazil například Canal Bridge, Flekkefjord. Inspirován byl pravděpodobně Van Goghovým zobrazením podobného mostu v Provence. Když Gilman poprvé spatřil obrazy Van Gogha, odmítal je, nelíbily se mu. Později se stal jeho velkým obdivovatelem. Podle Wyndhama Lewise si dával na zeď pohlednice s Van Goghovými obrazy a někdy vedle nich pověsil jedno ze svých děl, pokud s tím byl obzvlášť spokojen.
V roce 1914 vstoupil krátce do skupiny Cumberland Market Group Roberta Bevana spolu s Charlesem Ginnerem a (později) Johnem Nashem. V roce 1915 skupina uspořádala jedinou výstavu.
Učil na Westminsterské umělecké škole, kde ovlivňoval studenty, mezi něž patřila Mary Godwin, Ruth Doggett a Marjorie Sherlock. Společně s Ginnerem pak založil vlastní školu.
V roce 1918 byl společností Canadian War Records pověřen odcestovat do kanadské provincie Nové Skotsko. Namaloval obraz přístavu v Halifaxu Harbour Halifax pro válečný památník v Ottawě.
Zemřel v Londýně dne 12. února 1919 na španělskou chřipku.
Byly mu věnovány výstavy v Tate Gallery v letech 1954 a 1981 a představil se také v retrospektivě The Camden Town Group 2007–2008 v Tate Britain.

## Galerie

Harold Gilman, vybrané práce
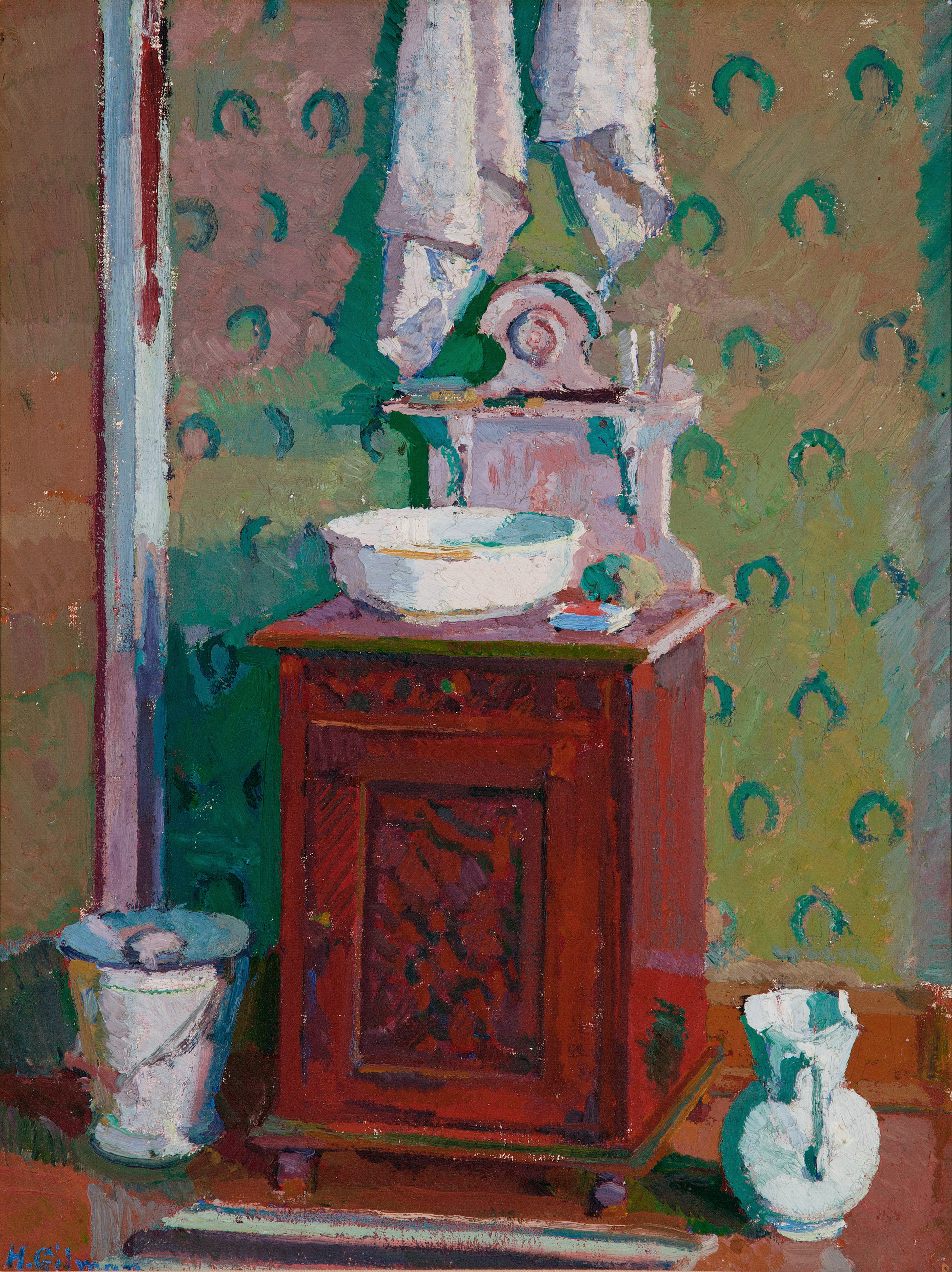
Interiér s umyvadlem
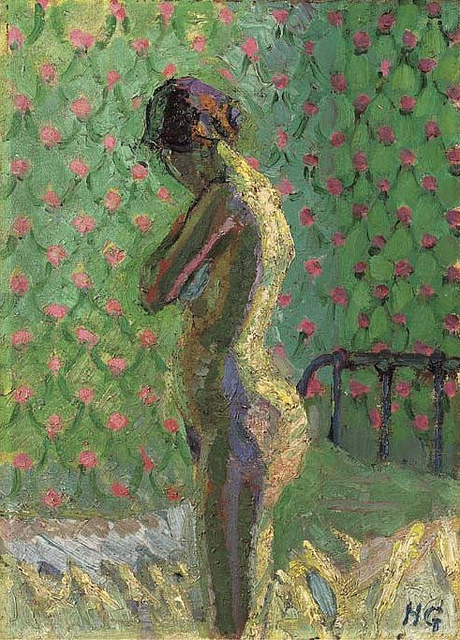
Akt u postele
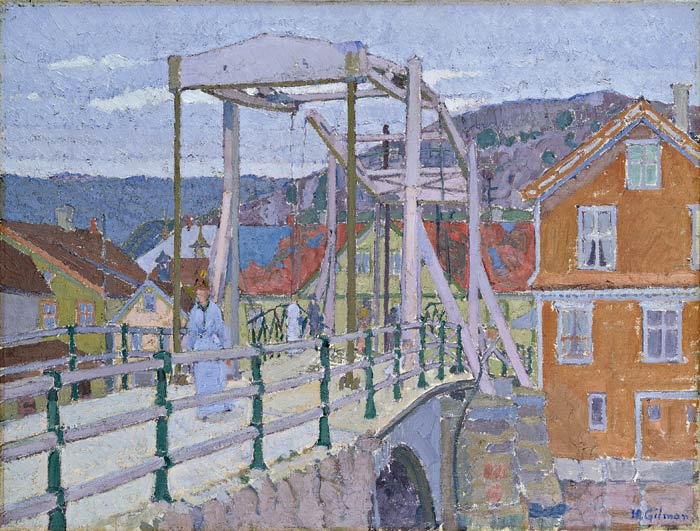
Canal Bridge, Flekkefjord, asi 1910
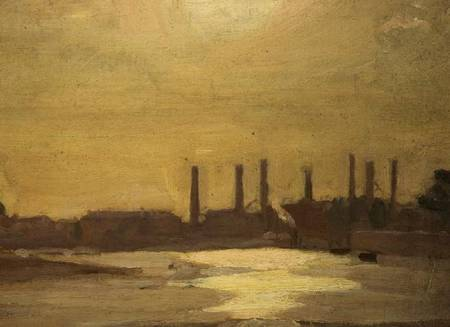
Temže v Chelsea, 1899–1901
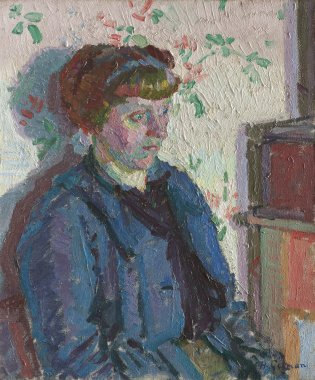
Sylvia Gosse, asi 1913
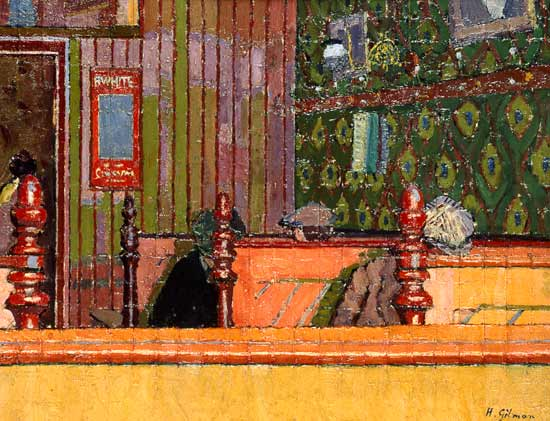
Restaurace, 1913–1914
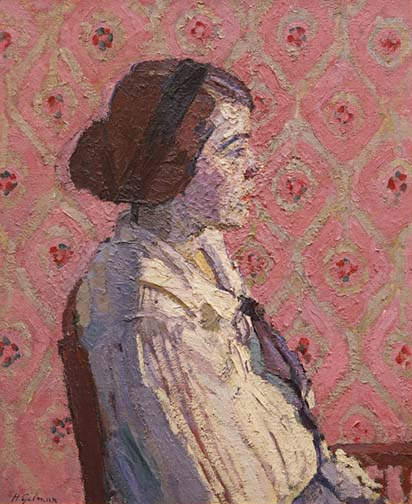
Portrét: Mary L. Harold Gilman, 1914
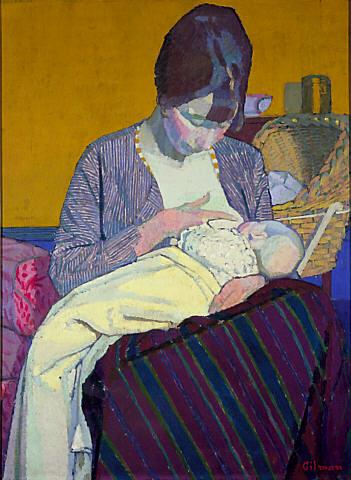
Matka s dítětem, 1918